# Ibbi-Sin
Ibbi-Sin of Ibbi-Suen ca. 2027-2004 v.Chr. was de laatste koning van de Sumerische dynastie Ur III.

## De verbrokkeling
In zijn tijd verbrokkelde de macht van zijn huis en onttrokken zich steeds meer steden aan het afdragen van de bala-belasting. 
Andere stadstaten die zijn voorgangers meer of minder aan zich onderhorig gemaakt hadden, zagen hun kans schoon zich onafhankelijk te maken. Dit geldt bijvoorbeeld voor de stad Assur, die nu een tijd van onafhankelijke bloei tegemoet ging. Ook Malkum en de rest van de provincie Irisaĝrig maakte zich in na zijn vierde jaar onafhankelijk. Volgens de koningslijsten stichtte Naplanum in 2025 een eigen koninkrijk in Larsa en in 2017 deed Ishbi-Irra hetzelfde in Isin. De Amorieten speelden daarin een grote rol.

## Het einde van Ur III
In zijn vijfde regeringsjaar werd Elam veroverd vanuit Shimashki. Dat betekende niet direct het einde van Ur, maar twee decennia later werd Ibbi-Sin door de Shimashki-koning Kindattu afgevoerd naar Elam. Over deze gebeurtenis is een treurzang bekend. Ur werd verwoest en zou 8 jaar door de Elamieten bezet blijven. Het verloor voorgoed de functie als hoofdstad en de rol van de Sumeriërs was eveneens voorgoed uitgespeeld.

## De nasleep
Over de langdurige periode van chaos die het wegvallen van het gezag van Ur veroorzaakte, de tijd van Isin en Larsa, is niet zo veel bekend. Lang betwistten de koningen van Isin en Larsa elkaar het recht zich koning van Sumer en Akkad te noemen. Uiteindelijk ontstond in zuidelijk Mesopotamië een Akkadisch sprekend nieuw rijk, het Oud-Babylonische Rijk. De Amoriet Sumu-abum wordt gezien als de stichter ervan. Een en ander luidde de doodsklok voor het Soemerisch. De taal zou spoedig uitsterven, hoewel schrijvers van het spijkerschift nog tweeduizend jaar zich de taal eigen hebben moeten maken.